# ボゼンティーノ
ボゼンティーノ（イタリア語: Bosentino）は、イタリア共和国トレンティーノ＝アルト・アディジェ州トレント自治県アルトピアーノ・デッラ・ヴィゴラーナにある分離集落（フラツィオーネ）。
かつては独立の自治体（コムーネ）であったが、2016年1月1日に近隣のチェンタ・サン・ニコロ、ヴァッターロ、ヴィゴーロ・ヴァッターロと合併し、新自治体の一部となった。

## 地理

### 位置・広がり
トレント自治県南東部に位置するコムーネ。ペルジーネ・ヴァルスガーナから南へ7km、県都トレントから南東へ11kmの距離にある。

#### 隣接コムーネ
隣接するコムーネは以下の通り。
- ペルジーネ・ヴァルスガーナ
- ヴィゴーロ・ヴァッターロ
- カルドナッツォ
- カルチェラーニカ・アル・ラーゴ
- ヴァッターロ
- ベゼネッロ

## 行政

### Comunita di valle
トレント自治県が設置した広域行政組織 Comunita di valle "Comunita Alta Valsugana e Bersntol" （事務所所在地: ペルジーネ・ヴァルスガーナ）に属する。